# Leptopharsa elegantula
Leptopharsa elegantula är en insektsart som beskrevs av Carl Stål 1873. Leptopharsa elegantula ingår i släktet Leptopharsa och familjen nätskinnbaggar. Inga underarter finns listade i Catalogue of Life.